# Kim Gil-sik
Kim Gil-sik (24 de agosto de 1978) é um treinador e ex-futebolista profissional sul-coreano que atuava como meia.

## Carreira
Kim Gil-sik representou a Seleção Sul-Coreana de Futebol nas Olimpíadas de 2000.